# Miki Ando
Miki Ando (jap. 安藤美姫; 18. decembra 1987) je japanska klizačica u umetničkom klizanju. Dva puta zaredom je osvojila japanski šampionat (2004. i 2005), a godine 2004. postala je i juniorski svetski šampion. Godine 2002. na juniorskom Gran pri-u, Ando je bila prva klizačica koja je uspešno skočila četvorostruki salhof skok u takmičenju.
Na Olimpijskim igrama 2006. u Torinu, Italija, nije uspela da ponovi isti skok kao pre četiri godine na juniorskom takmičenju i završila je tek na 15. mestu.

## Rekordi i postignuti rezultati
- Dva puta Japanski nacionalni šampion (2004, 2005)
- ISU Juniorski Svetski šampion (2004)
- Prva žena koja je uspela da skoči četvorostruki skok na nekom takmičenju (ISU Juniorski Gran pri 2002)
- Svetski Šampion 2007

## Spoljašnje veze
- goldenskate.com Intervju sa Miki Ando
- ISU Biografska strana